# Bellingham, Minnesota
Bellingham là một thành phố thuộc quận Lac qui Parle, tiểu bang Minnesota, Hoa Kỳ. Năm 2010, dân số của thành phố này là 168 người.

## Dân số
- Dân số năm 2000: 205 người.
- Dân số năm 2010: 168 người.